# Hombre de Liujiang

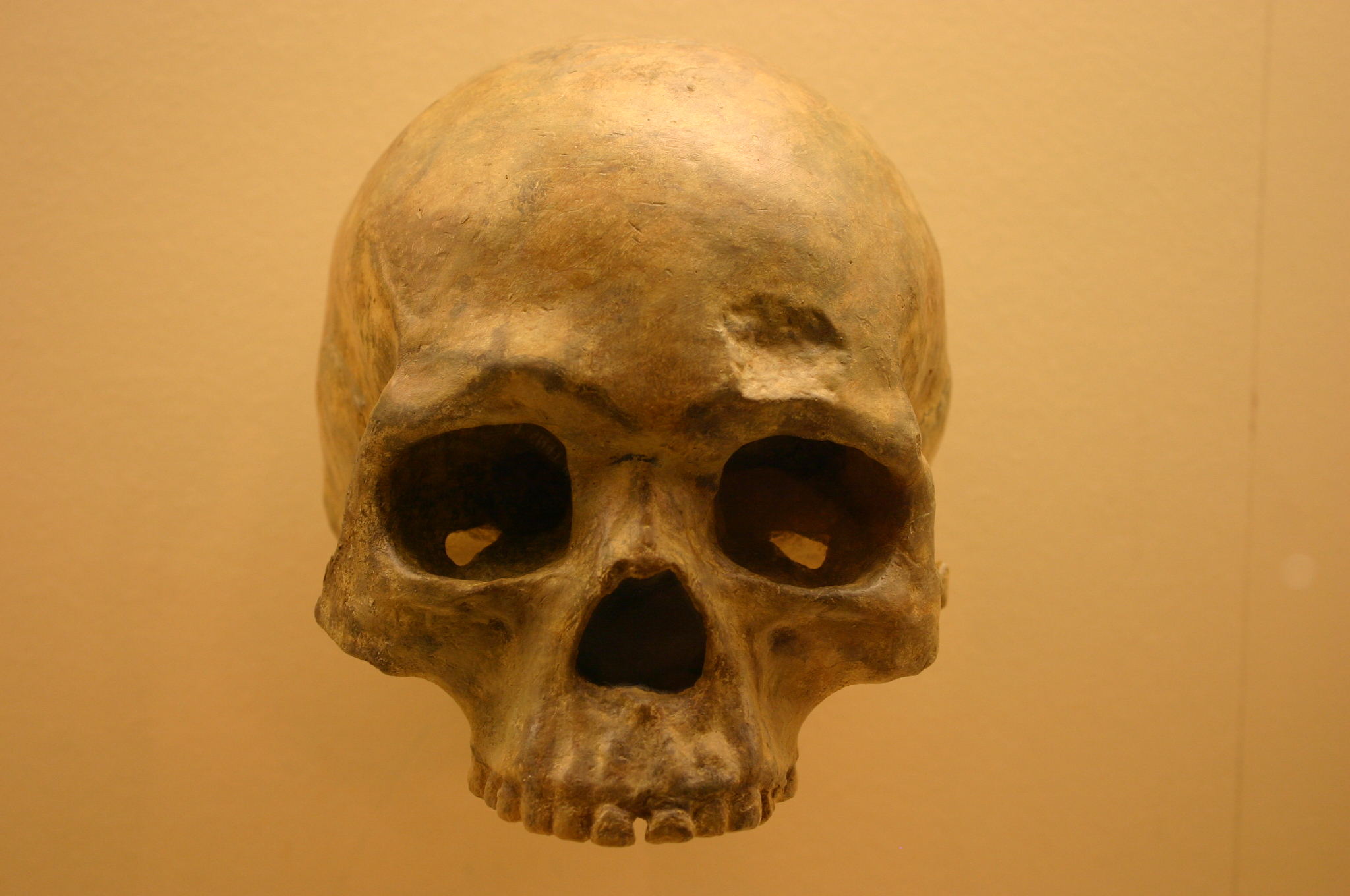
Réplica del cráneo en el National Museum of Natural History

El hombre de Liujiang (en chino, 柳江人) es un conjunto de fósiles descubiertos en la cueva de Tongtianyan (通天岩), localidad de Liujiang, Guangxi (China), compuesto por un cráneo bastante completo y algunos huesos post craneales de Homo sapiens con una antigüedad mínima de 68 000 años, dentro del Tarantiense, Pleistoceno, y probable de entre 111 000 y 139 000 (podría situarlo en el Chibaniense, también en el Pleistoceno), lo que replantea las fechas del poblamiento de Asia, atrasándolas considerablemente respecto a lo creído hasta este descubrimiento, que se encuentran entre los primeros humanos modernos (Homo sapiens) encontrados en el este de Asia. El hallazgo lo hicieron granjeros de la zona, en 1958, excavando para obtener fertilizante. Un año después se publicó la descripción por Wu Rukang.

## Descripción
Los restos consisten en un cráneo adulto bien conservado, un innominado derecho (hueso de la cadera), sacro completo, múltiples vértebras y dos fragmentos femorales. Se cree que todos los restos pertenecen a un único individuo.

### Morfología

#### Variación de la población regional en el dimorfismo sexual hipótesis
La mayoría de los estudiosos han interpretado el cráneo del espécimen como masculino, pero han encontrado dificultades para llegar a un consenso en el sexo de la pelvis. Según los estudiosos, Karen Rosenburg argumenta que esta dificultad es indicativa de variación regional en el grado de dimorfismo sexual consistente con las poblaciones modernas. El grado de variación de la morfología consistente con las poblaciones modernas sugiere que los fósiles pueden no ser tan viejos como se pensaba anteriormente.

#### Cráneo (1567 cm³)
El cráneo del espécimen de Liujiang es uno de los más completos que se encuentran en China. Este se encontró relleno de una matriz de piedra. La matriz que llenaba el cerebro se escaneó mediante tomografía computarizada (TC) y se convirtió en una imagen 3D reconstruida del cerebro. La forma del cerebro comparte muchas similitudes con los humanos modernos, incluida una forma redondeada, lóbulos frontales anchos y una altura cerebral ampliada. Una diferencia importante entre el espécimen de Liujiang y las poblaciones chinas modernas fue el aumento de los lóbulos occipitales encontrados en el espécimen de Liujiang. Las características comunes entre el espécimen de Liujiang y los humanos modernos junto con la capacidad craneal del cráneo (1567 cm³) colocan al espécimen dentro del rango de los humanos modernos.

## Datación
Se sabe muy poco sobre el espécimen debido a la falta de fuentes académicas publicadas en los Estados Unidos. Parece haber una discrepancia en la determinación de fechas precisas de la muestra debido al contexto estratigráfico desconocido en el que se encontraron los restos.
Los restos datan del Pleistoceno tardío, probablemente hace unos 68 000 años. Las altas tasas de variabilidad producidas por diversas técnicas de datación llevadas a cabo por diferentes investigadores colocan el rango de fechas más ampliamente aceptado con 67 000 AP como mínimo, pero no descarta fechas tan antiguas como 159 000 AP. Cualquier fecha anterior a hace 50 000 años es sorprendente, ya que parece ser anterior al escenario de «dispersión reciente» de la migración costera (Fuera de África II). Los restos se han considerado en el contexto de una posible dispersión temprana que abandonó África antes de hace 100 000 años, pero que se extinguió, o «retrocedió a África», antes de la llegada de la ola de «dispersión reciente».